# Памятник Тарасу Шевченко (Симферополь)
Памятник Т. Г. Шевченко в Симферополе расположен перед аркой парка имени Шевченко.
Памятник украинскому поэту и художнику Т. Г. Шевченко установлен в 1997 году у входа в парк, по улице Севастопольской. Он был передан в дар Симферополю от города Калуш Ивано-Франковской области.
В Российской Федерации, контролирующей спорную территорию Крыма, является  объектом культурного наследия Республики Крым регионального значения;.
В ходе обострений политической ситуации неоднократно становился объектом вандализма.